# هم‌ارزی منطقی
هم‌ارزی منطقی یکی از روابط منطقی است که در آن تالی و مقدم هم هم‌ارز مادی هستند و هم همان‌گو محسوب می‌شوند.
بر خلاف گزاره‌های هم‌ارز مادی که با عبارت اگر و تنها اگر بیان می‌شوند و در آن‌ها تنها بر هم‌ارزش بودن تالی و مقدم از نظر درستی و نادرستی تأکید می‌شود و لزوماً نمی‌توان آن‌ها را به جای یکدیگر به کار برد، دو گزارهٔ هم‌ارز منطقی را می‌توان جایگزین یک‌دیگر کرد. به عنوان مثال اگر هر دو گزارهٔ «همهٔ عنکبوتیان سمی هستند» و «هیچ عنکبوتی سمی نیست» هردو نادرست باشند، آنگاه هم‌ارز مادی خواهند بود، ولی از نظر منطقی هم‌ارز نیستند و معنی یکسانی نمی‌دهند.
با توجه به تعریف، هر دو گزارهٔ منطقاً هم‌ارز، هم‌ارزیِ مادی نیز دارند، ولی عکس آن صادق نیست.